# 第71步兵師 (德國國防軍)
第71步兵師（德語：71. Infanterie-Division）是納粹德國國防軍陸軍的一個步兵師。該師於1939年8月組建。
第二次世界大戰期間，該師在德國西部防守待命，沒有參與入侵波蘭行動。1940年該師參與入侵法國行動。1941年6月，該師參與巴巴羅薩行動，同年秋天調回比利時休整至1942年4月再度調至東線為止。該師於1943年初在斯大林格勒战役被殲。
1943年夏，該師重建，並於同年秋天調至意大利。至1945年，該師在意大利和匈牙利作戰，最後在奧地利向英軍投降。

## 註腳
1. ↑  Mitcham（2007年）